# Mergus squamatus
La serreta china (Mergus squamatus) es una especie de ave anseriforme de la familia Anatidae que vive en el extremo oriente. Cría en la zona templada del norte y migra al sur para pasar el invierno en la zona subtropical de la región.

## Descripción

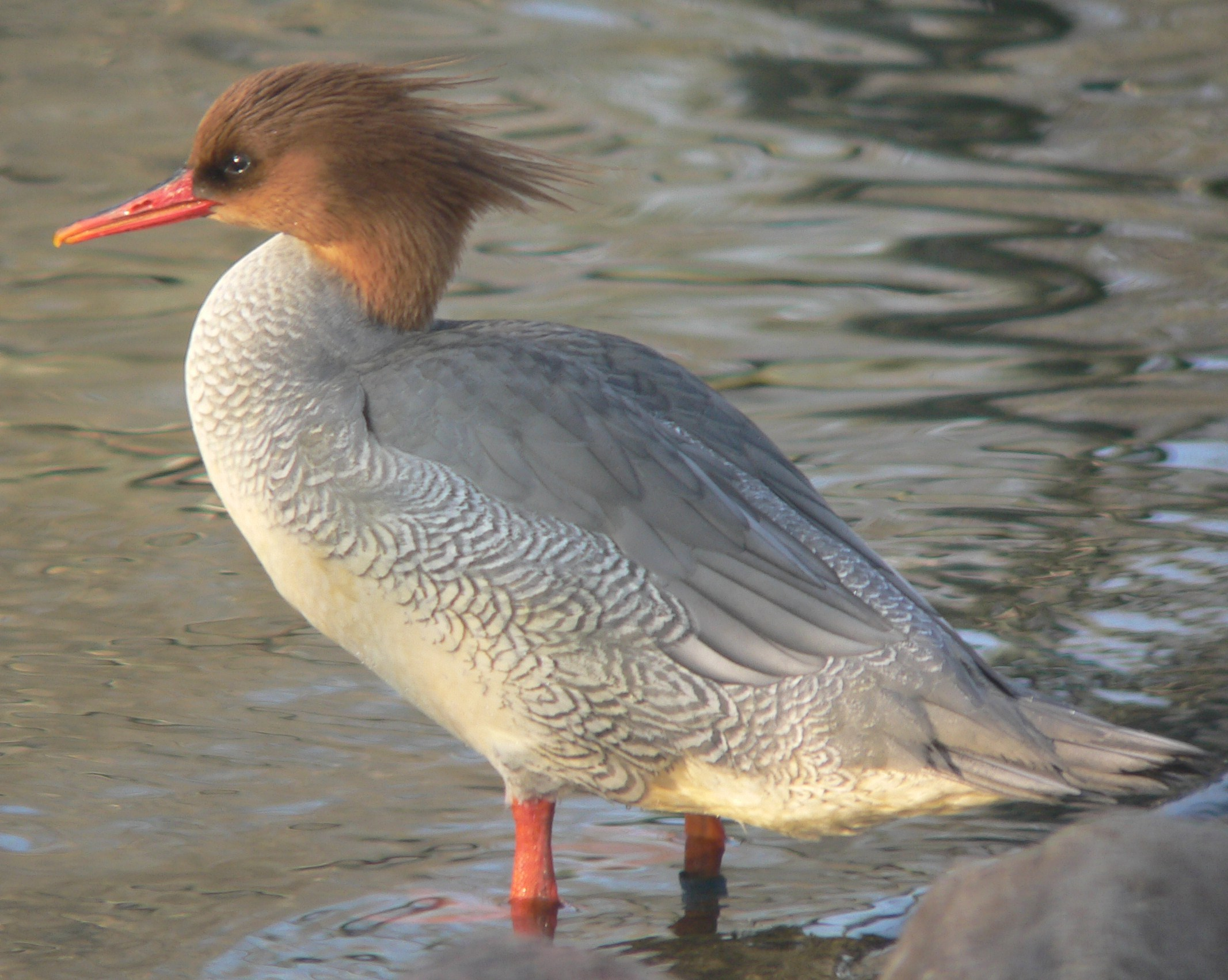
Hembra adulta.

Este peculiar miembro de la familia de los patos se caracteriza por su pico rojo, estrecho y aserrado, y el patrón escamado del plumaje de sus flancos y obispillo. Ambos sexos tienen un penacho ralo de plumas largas y finas que caen hacia atrás desde la nuca, casi hasta los hombros en los machos adultos, aunque son bastante más cortas en las hembras y los inmaduros. Los machos adultos tienen la cabeza y el cuello negros, el pecho blanco, y las alas y el manto negruzcos, aunque la parte inferior de sus alas es también blanca. Las plumas de sus flancos y obispillo son blancas con los bordes negros formando el patrón escamado que caracteriza a la especie. Las hembras tiene la cabeza y el cuello de color castaño claro, y reemplazan el negro de las demás partes de los machos por gris. Sus patas son rojo anaranjadas y el iris de sus ojos es pardo en ambos sexos.

## Ecología

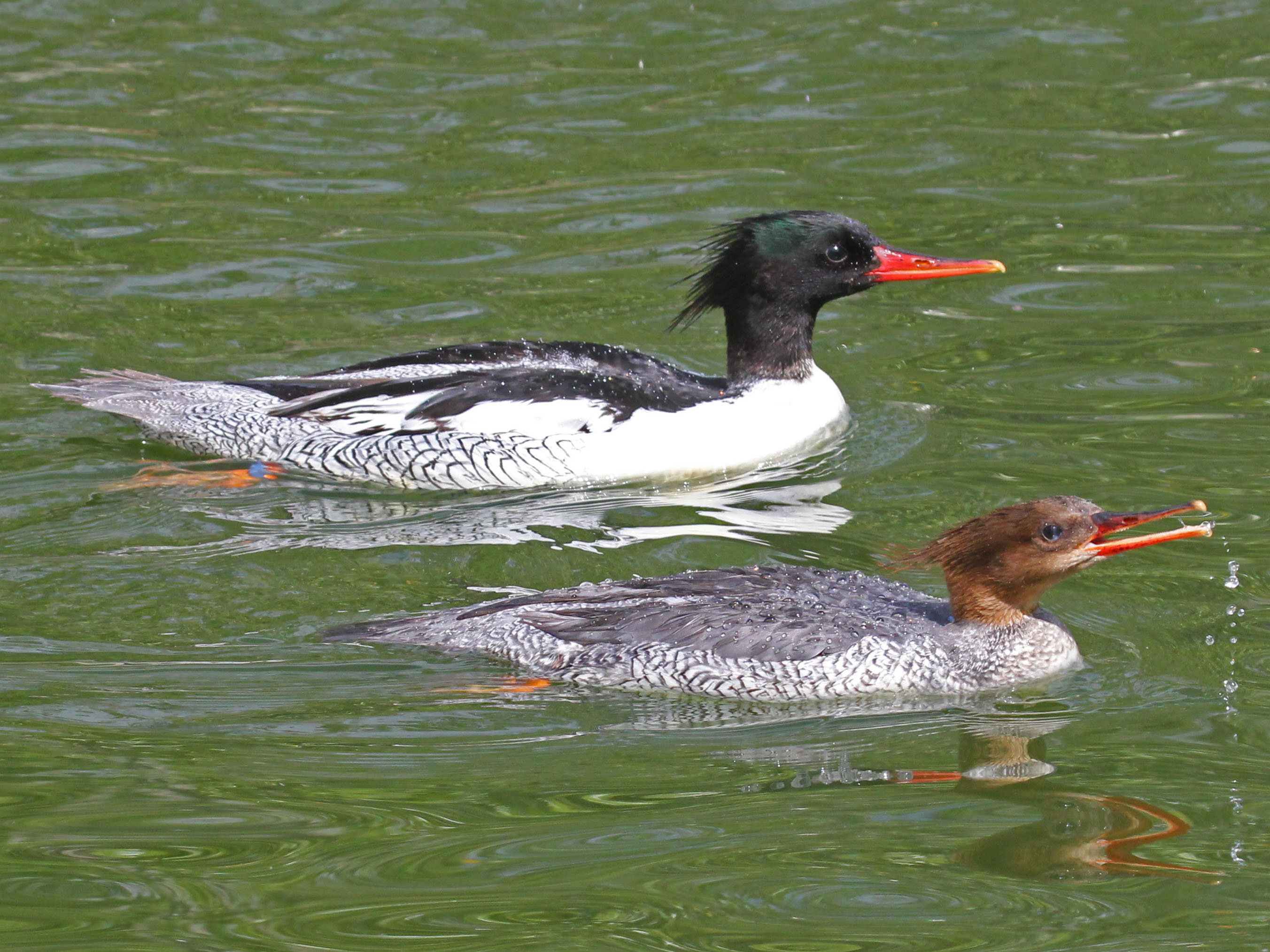
Mergo de flancos escamosos o Mergo chino (Mergus squamatus) - Parque de aves acuáticas Sylvan Heights, Scotland Neck, Carolina del Norte.

Su hábitat reproductivo son los ríos de los bosques primarios del sueste de Rusia, el noreste de China y Corea del Norte. La mayor parte de la población de la especie cría en el río Yong Cui en las montañas Xiao Xingangling y el río Todaobaihe en las montañas Changbai en las provincias chinas de Heilongjiang y Jilin, respectivamente. La serreta china es un ave migratoria, que pasa el invierno principalmente en el sur y centro de China, y en menor cantidad en Japón, Corea del Sur, Taiwán, y el norte de Vietnam, Birmania y Tailandia. Llegan a sus cuarteles de reproducción tan pronto se acaba el invierno, en marzo, y los dejan con los primeras noches frías que llegan en octubre.
Es un ave tímida y fácil de asustar que prefiere los ríos de tamaño medio con meandros que se extiendan por el interior de bosques mixtos en zonas bajas, hasta los 1000 metros de altitud. Las serretas tienden a desplazarse río arriba durante el día tanto en busca de comida como para huir, lo primero probablemente porque los sedimentos removidos alertarían a sus presas corriente abajo. Atrapan su comida con su pico aserrado entre la grava del lecho del río. Con frecuencia se zambulle repetidamente en busca de presas manteniéndose sumergida entre un cuarto y medio minuto cada vez, con solo unos segundos de pausa entre zambullidas. En aguas someras solo sumerge la cabeza, pero no sumerge medio cuerpo como otros patos. No son aves muy sociales, y solo en raras ocasiones se encuentran en grandes bandadas, suelen estar en parejas o grupos familiares. Incluso en los cuarteles de invierno son raros los grupos de más de una docena de individuos.
Pasan la mayor parte del día buscando alimento, excepto a mediodía que descansan, se acicalan y se relacionan socialmente en las orillas del río, donde también duermen. La dieta de la serreta china se compone de artrópodos acuáticos, peces pequeños y alevines. Las larvas de las plecópteros y los firganeidéos giant caddisfly constituyen la mayor parte de su dieta cuando están disponibles. También comen escarabajos y crustáceos aunque con menos regularidad, aunque se vuelven más importantes en otoño. Cuando larvas de muchos insectos del curso del río escasean los peces se hacen más prominentes en su dieta. Sus especies de peces favoritas son Misgurnus anguillicaudatus y Brachymystax lenok. También comen otras especies de peces como Eudontomyzon morii, Mesocottus haitej o Thymallus arcticus. De esta forma se alimentan de forma oportunista, y probablemente comerán de cualquier especie pequeña que tenga la forma adecuada para su pico.
Las serretas chinas anidan en los árboles, como es corriente en sus congéneres. Prefieren para anidar las especies de árboles Quercus dentata y Populus ussuriensis.
Coinciden con los patos mandarines (Aix galericulata), y aunque ambos consumen los mismos tipos de larvas de insectos no parecen competir por la comida, pero sí por las cavidades para anidar (que ninguno de los dos puede perforar por sí mismo). En sus cuarteles de invierno la serreta china puede copetir con otros mérginos con los que entonces comparte hábitat como la serreta grande (M. merganser) y el porrón osculado (Bucephala clangula).

## Estado de conservación
La serreta china se considera una especie en peligro de extinción según la UICN. Su población declinó en las décadas de 1960 y  debido a la desaparición de los bosques primarios de los límites de su área de distribución, especialmente los que bordean los ríos principales. Sus amenazas actuales son la caza ilegal, quedar atrapada en las redes de pesca y la contaminación de los ríos, además de la continua destrucción de los bosques. Según su actual clasificación en la UICN EN C2a(ii), quedan menos de 2500 individuos adultos, y la mayoría se encuentra en la región de China fronteriza con Corea del Norte y Rusia.
El carácter tímido y huidizo de la serreta china es un factor distorsionante. Así aunque su área de distribución es todavía bastante extenso realizar una estimación exacta de su población es difícil. Un indicador aproximado pero importante del tamaño de la población de a serreta china se consigue con los censos anuales en el tramo bajo del río Yangtze, que constituye el emplazamiento más importante de invernada conocido hasta la fecha. La suposición de mediados de los años 2000 de un descenso de población del 20% o más hasta el año 2010 se descarta actualmente, porque aunque continúa el declive hay demasiados pocos datos para cuantificarlo con exactitud.

### Amenazas y medidas de conservación
Se registró la ecología en invierno y las amenazas para su conservación en un informe de 2012. Entre las amenazas se incluía la recolección de arena de las orillas, la destrucción de la vegetación ribereña, la fragmentación de su hábitat y la contaminación de las aguas. Entre las medidas de conservación recomendadas se incluyen la información de la población local sobre el estado de la serreta china, la protección de sus hábitats críticos, el control de las actividades humanas como la pesca, la tala, la cría de patos domésticos en las zonas de invernada de las serretas, la gestión hidrológica para proteger y beneficiar a las serretas, y los censos de población anuales.